# Senad Hadžifejzović
Senad Hadžifejzović (Sjenica, 7. januar 1962) bosanskohercegovački je novinar.

## Biografija

### Porijeklo
Prema Senadovim riječima, osnivač porodice Hadžifejzović bio je Arapin, oficir turske vojske, koji je oženio djevojku iz oblasti i plemena Karaman u Anadoliji (najveći dio današnje Turske), a po dolasku na Balkan bio je muhafiz (komandant tvrđave) u Ulcinju i Herceg Novom (u današnjoj Crnoj Gori).

### Karijera
Njegov prvi tekst izašao je u novinama 1974. godine: beogradska Borba objavila je tekst 12-godišnjeg Hadžifejzovića kao najbolji novinarski rad nekog mladog autora. Od 1978. do 1984. godine radio je za Borbu (Beograd), Omladinske novine (NON Beograd), Indeks 202 (Beograd), Radio Sarajevo 202, Večernje novine (Sarajevo)... U ovom periodu u novinama je objavio više od 800 autorskih tekstova, članaka, reportaža, komentara... Na radio-stanicama je bio reporter, voditelj, urednik. Od 1981. do 1984. godine studirao je žurnalistiku na beogradskom Fakultetu političkih nauka i sarajevskom Fakultetu političkih nauka, a diplomirao u Sarajevu 1984. i bio najmlađi diplomac na fakultetu.
Svoj prvi profesionalni ugovor je potpisao 1985. godine za Radio Sarajevo i iste godine postao najmlađi urednik ovog radija. Potom je urednik Zajedničkog programa radio-stanica BiH. Uređivao je i koordinirao program 52 lokalne stanice u ovoj zemlji. Uređivao je zajedničku informativnu emisiju „Susret na talasu”. Godine 1987. je pokrenuo i uređivao „Omladinski program”, najveći medijski projekat u Jugoslaviji. Projekat je delao sa Borom Kontićem. Omladinski program dnevno je slušalo 800.000 mladih u cijeloj Jugoslaviji.
Naredne godine specijalizovao je televizijsku i dokumentarnu režiju na FAMU akademiji (Filmska akademija) u Pragu (Čehoslovačka), diplomiravši u klasi profesorke Hane Jemelikove. Od 1988. do 1992. godine na Televiziji Sarajevo je uređivao i vodio emisiju „Pet do dvanaest” (sa Aleksandrom Pavlovićem). Gosti emisije bila su najznačajnija imena tadašnje jugoslovenske inteligencije.
Godine 1990. je pokrenuo, uređivao i vodio „Face to Face” (Fejs to fejs), prvi televizijski tok-šou u Jugoslaviji. Isti je emitovan uživo, s fokusom na direktnu raspravu sa gledaocima o aktuelnim temama. U pitanju je pionirsko (i za autora i za javnost) iskustvo uključivanja gledalaca u program bez prethodne provjere njihovog identiteta.
Imenovan je za urednika i voditelja Dnevnika 1991. godine, centralne informativne emisije TV Sarajevo; najmlađi je urednik Dnevnika u Jugoslaviji. Istovremeno je radio i kao šef DESK-a, specijalni izvještač sa ključnih političkih događaja u zemlji (sastanci predsjednika jugoslovenskih republika). Dnevnik je uređivao do jula 2000. godine. Za deset godina je uredio i vodio 1.134 televizijska Dnevnika.
Od 1996. do 1998. godine je uređivao i vodio rimejk tok-šoua „Face to Face”. Imenovan je za glavnog i odgovornog urednika i direktora Televizije Bosne i Hercegovine, 1998. godine. U istraživanjima javnosti koje je provela agencija Mareco Index Bosnia, Televizija BiH je u periodu 1998—2000. imala ubjedljivo najveću gledanost. U istom periodu otplaćeni su (naslijeđeni) milionski dugovi TV BiH.
Godine 2000. novo rukovodstvo RTV BiH donijelo je odluku da Hadžifejzovića smijeni sa dužnosti glavnog urednika i direktora Televizije BiH — uz sumnjivo obrazloženje da je ovo urađeno „na zahtjev Senada Hadžifejzovića”. Prešutno, bez obrazloženja, smijenjen i sa funkcije urednika Dnevnika.
Godine 2002. objavio je knjigu Rat uživo (engl. War: live on air), na bošnjačkom i engleskom. Knjiga je kompilacija svih razgovora koje je vodio u programu — uživo sa ključnim akterima Rata u Bosni i Hercegovini (1992—1995).
Godine 2003, Hadžifejzović je imenovan za urednika Kulturno-umjetničkog programa PBS-a (engl. Public Broadcasting Service).
Iste godine u saradnji sa NTV Hajat pred kraj godine je pokrenuo projekat „Centralni dnevnik sa Senadom Hadžifejzovićem”. Poznati »CD« je postao jedna od najgledanijih informativnih emisija u BiH.
Pokrenuo je privatnu televiziju, . Osnovana je 2009. godine, kao prva HD televizija u regionu; prvobitno je emitovala program u iznajmljenom terminu na TV1, a od 15. januara 2012. na sopstvenoj frekvenciji. Prethodni »CD« nastavlja ovdje, u izmijenjenom formatu, uz još domaće i regionalne produkcije.
Ima sina Feđu Hadžifejzovića.

## Nagrade
Dobio je sljedeća priznanja:
- 1991. — TV ličnost godine
- 1993. — Najbolji novinar u Bosni i Hercegovini
- 1996. — Najbolja TV emisija u Bosni i Hercegovini — „”
- 1997. — Najbolja TV emisija u Bosni i Hercegovini — „”
- 1999. — Najbolja TV godine u BiH — TV BiH
- 2003. — Najbolja knjiga u oblasti publicistike u BiH — Rat uživo
- 2005. — Šestoaprilska nagrada Grada Sarajeva
- 2005. — Nagrada Internacionalne lige humanista — „Humanista godine”, plaketa Lajnus Poling
- 2010. — Najbolji medijski menadžer — „Menadžer godine” regiona
- 2014. — Najbolji novinar u BiH — Društvo novinara BiH
- 2014. — Nagrada „Medijski TV servis Evrope — Face TV” — Evropski pokret BH

## Spoljašnje veze
- Zvanični sajt